# Philipp Etter

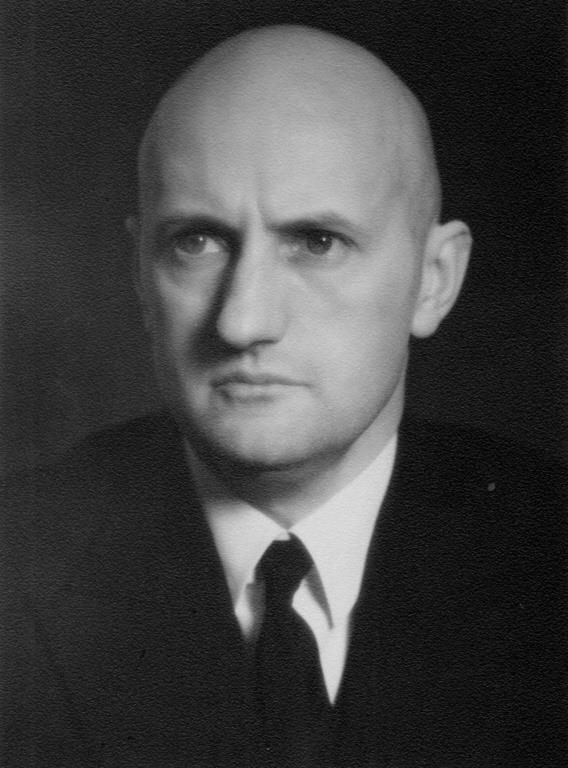
Philipp Etter (ca. 1930)

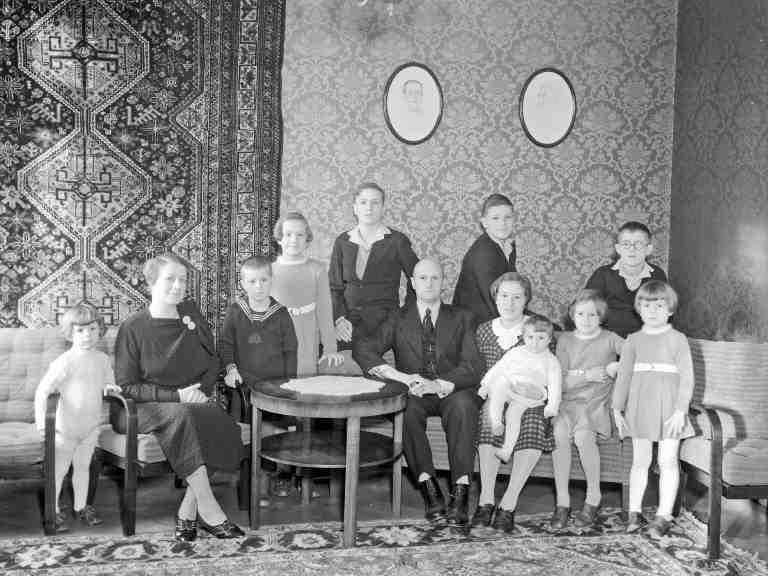
Philipp Etter mit seiner Frau Marie und ihren zehn Kindern.

Philipp Etter (* 21. Dezember 1891 in Menzingen; † 23. Dezember 1977 in Bern) war ein Schweizer Politiker (SKVP) aus dem Kanton Zug. Während seiner 25-jährigen Amtszeit im Bundesrat von 1934 bis 1959 war er Innenminister und bekleidete viermal das Amt des Bundespräsidenten.

## Werdegang
Philipp Etter wuchs zusammen mit drei älteren Geschwistern in Menzingen als Sohn eines Küfers auf. Er besuchte zunächst die Kantonschule in Zug und danach die Stiftsschule Einsiedeln, wo er 1911 die Matura ablegte. Der studierte Jurist erlangte das Anwaltspatent des Kantons Schwyz. Von 1918 bis 1922 vertrat er die Katholisch-Konservativen im Zuger Kantonsrat und von 1922 bis 1928 im Regierungsrat, bis 1927 als kantonaler Erziehungs- und Militärdirektor und anschliessend als Landammann. Von 1930 bis 1934 bekleidete er einen Sitz im Ständerat. Zudem leitete er zwischen 1912 und 1934 als Chefredaktor die Zuger Nachrichten, das Organ der konservativen Kantonalpartei. Bereits als Klosterschüler hatte Etter journalistische Arbeiten erbracht.
Bereits 1933, nach der Machtergreifung Hitlers, warb er in dem neunteiligen Essay Die vaterländische Erneuerung und wir unter anderem für die katholisch-korporatistische berufsständische Ordnung gemäss der 1931 erschienenen Enzyklika Quadragesimo anno. Seine im Namen der Neutralitätspolitik unterlassene Verurteilung bekanntwerdender Gräueltaten der Nationalsozialisten blieb zeitlebens kontrovers.
Die Vereinigte Bundesversammlung wählte Philipp Etter als Nachfolger von Jean-Marie Musy am 28. März 1934 im ersten Wahlgang in den Bundesrat. Von Albert Meyer übernahm er am 1. Mai 1934 das Eidgenössische Departement des Innern. Das Parlament bestätigte ihn 1935, 1939, 1943, 1947, 1951 und 1955 im Amt. Er war 1938, 1941, 1946 und 1952 Vizepräsident des Bundesrates und 1939, 1942, 1947 und 1953 Bundespräsident. In dieser Funktion eröffnete er am 28. August 1939 die Versammlung zur Wahl General Guisans.
Nach dem Rücktritt von Bundesrat Marcel Pilet-Golaz war er 1945–1959 amtsältestes Regierungsmitglied («L’Étternell» in Anlehnung an das französische Wort «L'Éternel» für «den Unendlichen»). In Absprache mit Martin Rosenberg, dem Generalsekretär seiner Partei, verzichtete er 1955 auf das Vizepräsidium des Jahres 1956 und damit auf das Amt des Bundespräsidenten im Jahre 1957, um bei einem Rücktritt eines freisinnigen Bundesrates eine Doppelvakanz herbeiführen zu können. Dieses Szenario ergab sich erst vier Jahre später. Zusammen mit Hans Streuli gab er am 19. November 1959 seine Demission auf den 31. Dezember 1959 bekannt. Mit seinem Rücktritt ermöglichte Etter die Wahl zweier sozialdemokratischer Bundesräte und machte damit den Weg für die Zauberformel frei. Sein Nachfolger als Innenminister wurde der Basler SP-Ständerat Hans-Peter Tschudi.
Philipp Etter wurde wie seine  Ehefrau Maria Etter-Hegglin (1893–1972), die ebenfalls in Menzingen aufgewachsen war, auf dem Berner Bremgartenfriedhof bestattet. Die sterblichen Überreste des Ehepaars wurden 2008 exhumiert und nach Menzingen übergeführt, wo sie seither in einem Familiengrab ruhen. Mit seiner Frau hatte Philipp Etter elf Kinder, wovon eines noch als Säugling starb. Eine seiner Töchter war Monika Etter, die 1974 zu den ersten Berner Grossrätinnen gehörte, einer seiner Söhne der Einsiedler Benediktinerpater Kassian Etter.

## Wahlergebnisse in der Bundesversammlung
- 1934: Wahl in den Bundesrat mit 115 Stimmen (absolutes Mehr: 104 Stimmen)
- 1935: Wiederwahl als Bundesrat mit 124 Stimmen (absolutes Mehr: 98 Stimmen)
- 1937: Wahl zum Vizepräsidenten des Bundesrates mit 148 Stimmen (absolutes Mehr: 85 Stimmen)
- 1938: Wahl zum Bundespräsidenten mit 150 Stimmen (absolutes Mehr: 81 Stimmen)
- 1939: Wiederwahl als Bundesrat mit 144 Stimmen (absolutes Mehr: 87 Stimmen)
- 1940: Wahl zum Vizepräsidenten des Bundesrates mit 126 Stimmen (absolutes Mehr: 76 Stimmen)
- 1941: Wahl zum Bundespräsidenten mit 152 Stimmen (absolutes Mehr: 87 Stimmen)
- 1943: Wiederwahl als Bundesrat mit 163 Stimmen (absolutes Mehr: 91 Stimmen)
- 1945: Wahl zum Vizepräsidenten des Bundesrates mit 159 Stimmen (absolutes Mehr: 93 Stimmen)
- 1946: Wahl zum Bundespräsidenten mit 148 Stimmen (absolutes Mehr: 93 Stimmen)
- 1947: Wiederwahl als Bundesrat mit 167 Stimmen (absolutes Mehr: 93 Stimmen)
- 1951: Wiederwahl als Bundesrat mit 167 Stimmen (absolutes Mehr: 88 Stimmen)
- 1951: Wahl zum Vizepräsidenten des Bundesrates mit 153 Stimmen (absolutes Mehr: 87 Stimmen)
- 1952: Wahl zum Bundespräsidenten mit 156 Stimmen (absolutes Mehr: 88 Stimmen)
- 1955: Wiederwahl als Bundesrat mit 154 Stimmen (absolutes Mehr: 86 Stimmen)